# Jorge Luis Borges
Jorge Luis Borges (n. 24 august 1899, Buenos Aires, Argentina – d. 14 iunie 1986, Geneva, Elveția; de fapt Jorge Francisco Isidoro Luis Borges Acevedo) a fost unul dintre cei mai importanți scriitori ai secolului al XX-lea. Romancier, poet, eseist argentinian, este faimos pentru povestirile sale fantastice, în care a unit cu măiestrie idei filozofice și metafizice cu temele clasice ale fantasticului (și anume: dublul, realitatea paralela a visului, cărțile misterioase și vrăjite, salturile în timp, cartea - unică - ca singură realitate).
Adjectivul "borgezian" definește concepția despre viață ca poveste ("fiction"), ca minciună, ca operă contrafăcută, dată drept adevarată (ca în faimoasele sale recenzii de cărți imaginare).
Borges a aderat la curentul liric ultraist, a căror reprezentați, în tentativa lor de depășire a granițelor liricii tradiționale, doreau să ajungă la un nou limbaj al metaforelor și al imaginilor.
A fost influențat de autori precum Dante Alighieri, Miguel de Cervantes, Franz Kafka, H.G.Wells, Rudyard Kipling, Arthur Schopenhauer, Soren Kierkegaard, Robert Burns, Lev Tolstoi, EA Poe sau G. K. Chesterton.

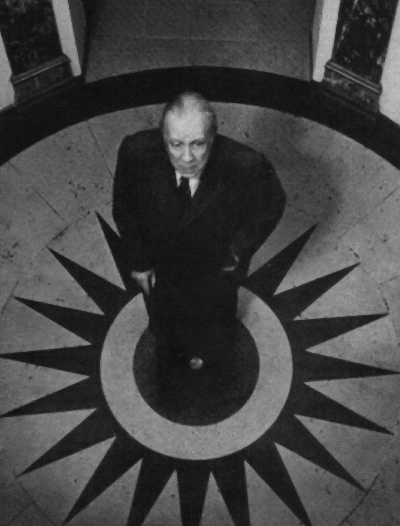
Jorge Luis Borges (1969).

## Infuența asupra culturii moderne
Borges a lăsat o moștenire importantă în toate domeniile culturii moderne, până și în cea pop, și numeroși scriitori s-au inspirat din creația sa. Printre aceștia, amintim Julio Cortázar, Italo Calvino, Umberto Eco, John Barth, Philip K. Dick, Gene Wolfe, Paul Auster etc.
În plus Borges a influențat și autori de benzi desenate ca Alan Moore și Grant Morrison (care îl citează într-un episod din Doom Patrol) și cantautori ca Francesco Guccini și Elvis Costello.
Umberto Eco, în romanul Numele trandafirului numește pe unul dintre protagoniștii care a aspirat la funcția de bibliotecar, fără a reuși, Jorge da Burgos, explicând la sfârșit că s-a referit chiar la Borges.
În ciuda faptului că a fost favoritul obligatoriu al fiecărei ediții ale Premiului Nobel, începând cu anii 50, Academia Suedeză nu îl premiază niciodată, preferând uneori autori mai puțin cunoscuți. Unele voci insistente au spus că justificarea ar fi în ideile politice ale marelui scriitor, care fără a fi un activist, a simpatizat cu Juan Peron; există elemente care neagă existența acestor simpatii:
1. numirea sa în funcția de Director al Bibliotecii Naționale imediat după căderea lui Peron (1955); În anul 1956 i s-a încredințat conducerea catedrei de Literatură engleză din cadrul Universității din Buenos Aires.[34]
2. refuzul cotidianului La Nación de a publica poezia sa (Pumnalul) cu clare intenții tiranicide;
3. funcția de președinte, din 1950 și până în 1953, al Societății Scriitorilor Argentinieni, închisă de către dictatură; Borges amintește ultimele seminarii ținute dinaintea polițiștilor care luau notițe din expunerea sa;
4. declarații explicite ale lui Borges, care dezmint că ar susține pe dictator.[35]

### Poezia
- 1923 - „Cu fervoare pentru Buenos Aires” - Fervor de Buenos Aires
- 1925 - „Luna din față” - Luna de enfrente
- 1929 - „Caietul lui San Martin” - Cuaderno San Martín
- 1960 - „Făuritorul” - El hacedor
- 1961 - Antologia personal
- 1969 - Elogio de la sombra
- 1972 - El oro de los tigres
- 1975 - La rosa profunda
- 1976 - La moneda de hierro
- 1977 - Historia de la noche
- 1980 - Siete noches
- 1981 - La Cifra
- 1984 - Atlas

### Povestiri
- Ruinele circulare (Las ruinas circulares) (1940)

### Eseistica
- 1925 - Inquisiciones
- 1930 - Evaristo Carriego - Evaristo Carriego
- 1932 - Discusión
- 1936 - Istoria eternității - Historia de la eternidad
- 1952 - Otras inquisiciones
- 1965 - Para las seis cuerdas
- 1975 - Prólogos con un prólogo de prólogos
- 1976 - Qué es el budismo?
- 1982 - Nueve ensayos dantescos
- 1986 - Textos cautivos (texte publicate în revista El Hogar între 1936 și 1939)

### Împreună cuAdolfo Bioy Casares
- 1942 - Șase probleme pentru don Isidro Parodi - Seis problemas para don Isidro Parodi
- 1946 - Dos fantasías memorables
- 1946 - Un modelo para la muerte
- 1967 - Crónicas de Bustos Domecq
- 1960 - Libro del cielo y del infierno
- 1970 - Nuevos cuentos de Bustos Domecq

### Împreună cu Norman Thomas Di Giovanni
- 1970 - An autobiographical essay

## Traduceri și ediții în limba română
- Cartea ființelor imaginare - Editura Polirom, 2006
- Moartea și busola. Proza completă 1 - reunește Evaristo Carriego, Istoria universală a infamiei, Istoria eternității și Ficțiuni.

Traduceri și note de: Irina Dogaru, Cristina Hăulica și Andrei Ionescu - Editura Polirom, 2006
- Cartea de nisip - reunește Aleph, Făuritorul, Relatarea lui Brodie, Cartea de nisip .

Traducatori: Cristina Hăulică, Andrei Ionescu - Editura Polirom, 2006
- Eseuri - Traduceri și note de: Irina Dogaru, Cristina Hăulică, Andrei Ionescu și Tudora Sandru-Mehedinți. Prezentări și ediție îngrijită de Andrei Ionescu - Editura Polirom, 2006
- Poezii - Selecție, traducere și prefață de Andrei Ionescu, ilustrații de Tudor Patrașcu - Editura Polirom, 2005
- Cărți scrise în doi - coautor Adolfo Bioy Casares. Povestirile au fost publicate inițial fără a le fi atribuite. Numai prima culegere, Șase probleme pentru don Isidro Parodi a fost pusă în vânzare. Celelalte au fost încredințate tiparului în 1946, pe socoteala autorilor, și parte din ele nu au mai fost reeditate.

Traducere, postfață și note de Ileana Scipione - Editura Polirom, 2005
- Dialoguri Borges-Sabato de Orlando Barone - Editura RAO, 2005
- Arta poetică, This Craft of Verse - culegere de conferințe susținute de Borges la Harvard în 1967 și 1968, coordonată de Călin-Andrei Mihăilescu, publicată de Harvard University Press în 2000. Traducerea de Mihnea Găfiță este publicată de Editura Curtea Veche în 2002.
- Frumusețea ca senzație fizică - cuprinde cinci conferințe despre artă și literatură - Editura Paideia